# Мэллиг
Мэллиг (англ. Mallaig) — населённый пункт и порт на западном побережье Шотландии. Входит в состав округа Хайленд. В 2011 году население Мэллига составляло 797 человек.  

## География
Мэллиг находится в 170 километрах к юго-западу от центра округа, города Инвернесс.

## История
Населённый пункт возник в 1840-х годах, когда лорд Ловат, владелец North Morar Estate, разделил ферму Маллайгвайг на 17 участков земли и призвал своих арендаторов переехать в западную часть полуострова и заняться рыбной ловлей. Население и местная экономика стали быстро развиваться в 20 веке, после появления в регионе железной дороги. В 1960-е годы Мэллиг был самым загруженным портом для ловли сельди в Европе.

## Галерея

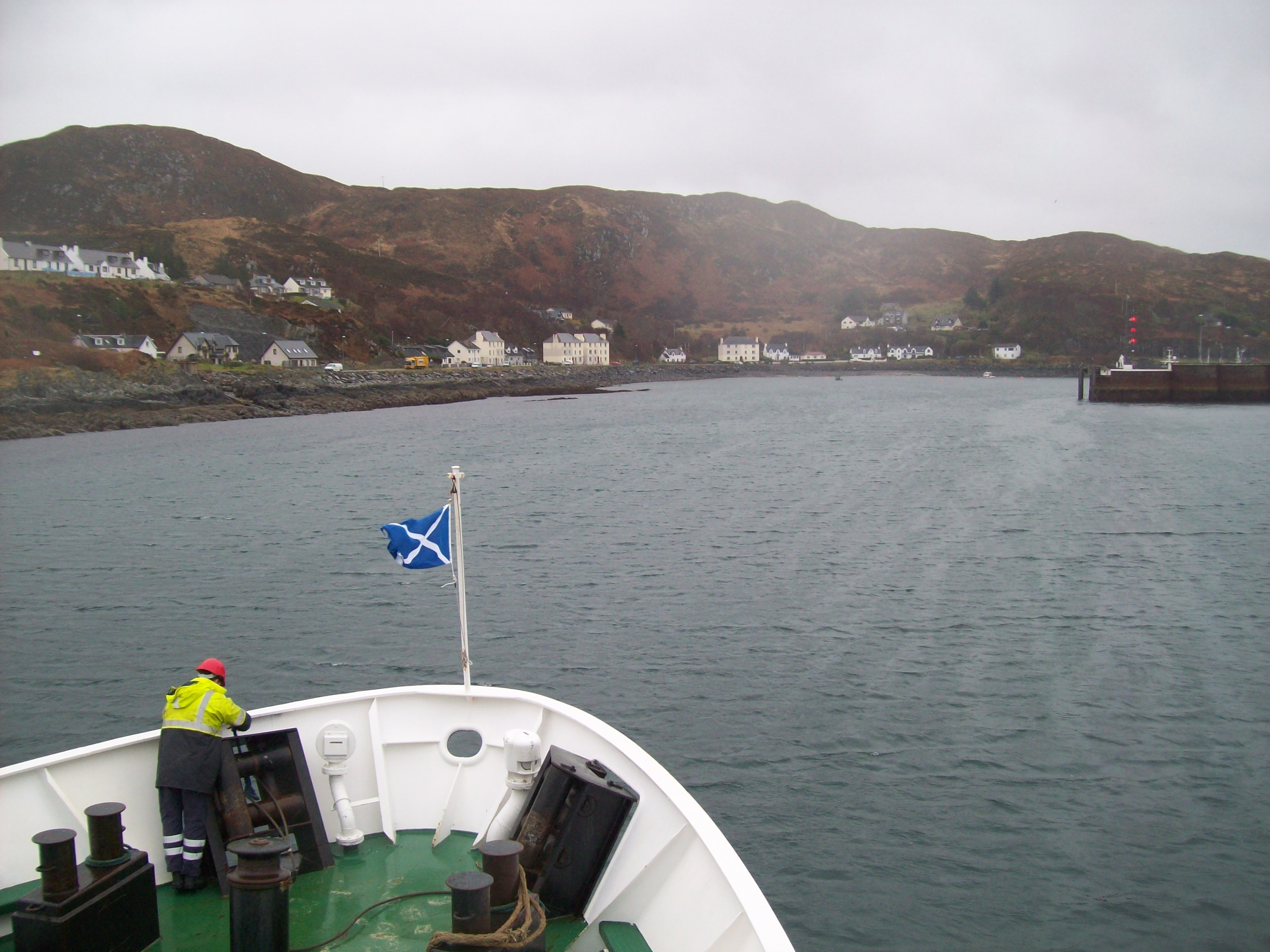
Паром с острова Скай приближается к гавани Мэллинг
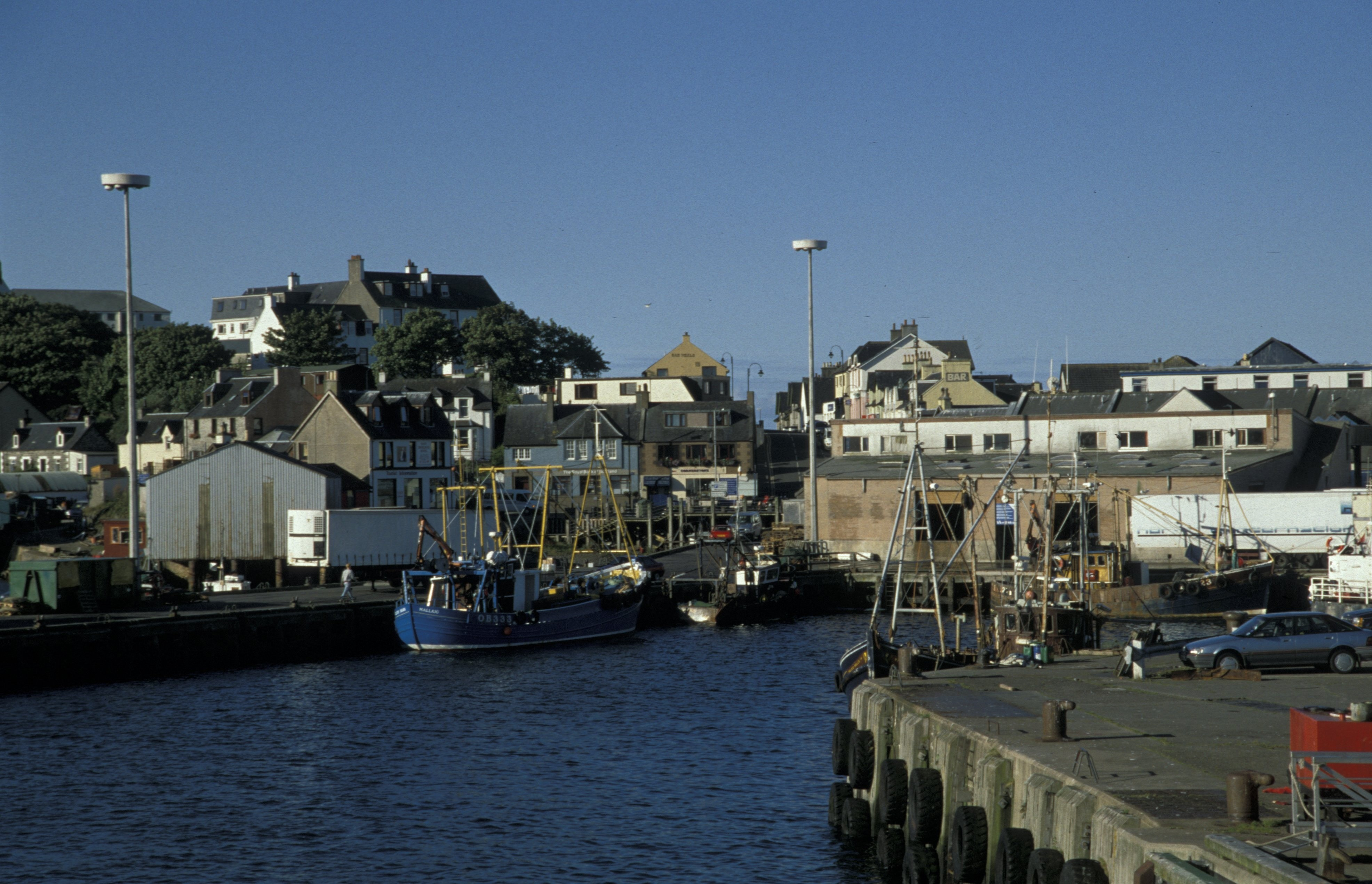
Гавань Мэллиг
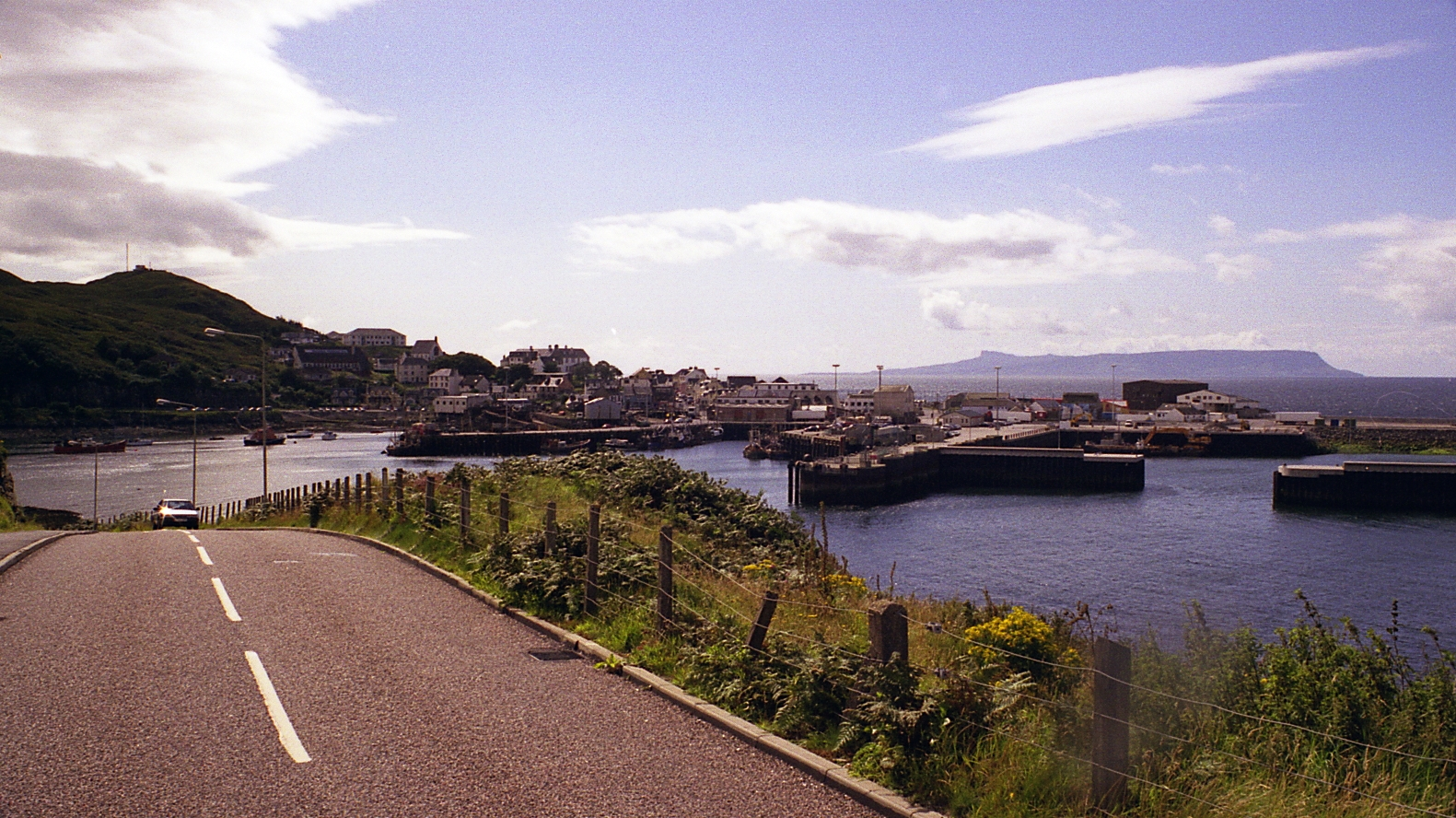
Вид на Мэллиг с паромной дороги к северу от населённого пункта
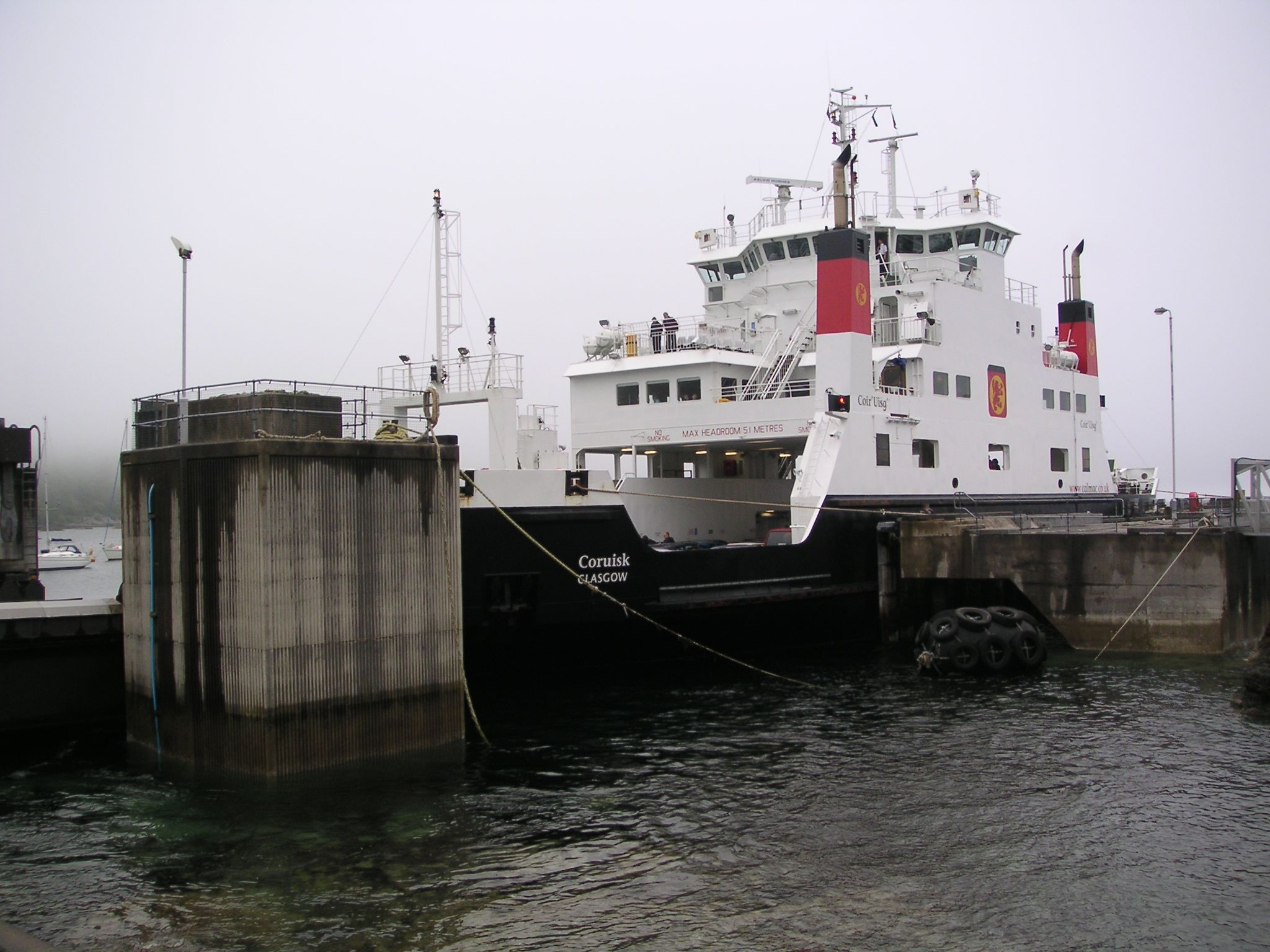
Автомобильный паром
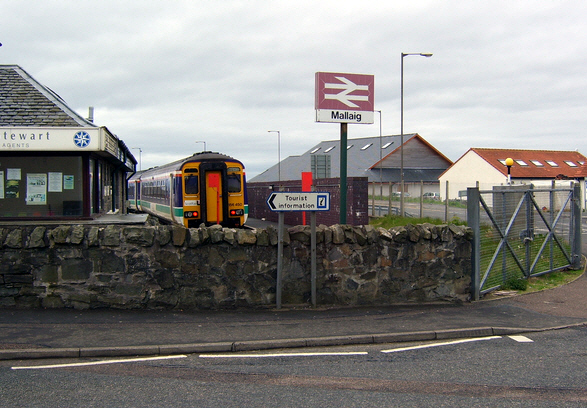
Железнодорожная станция Мэллиг
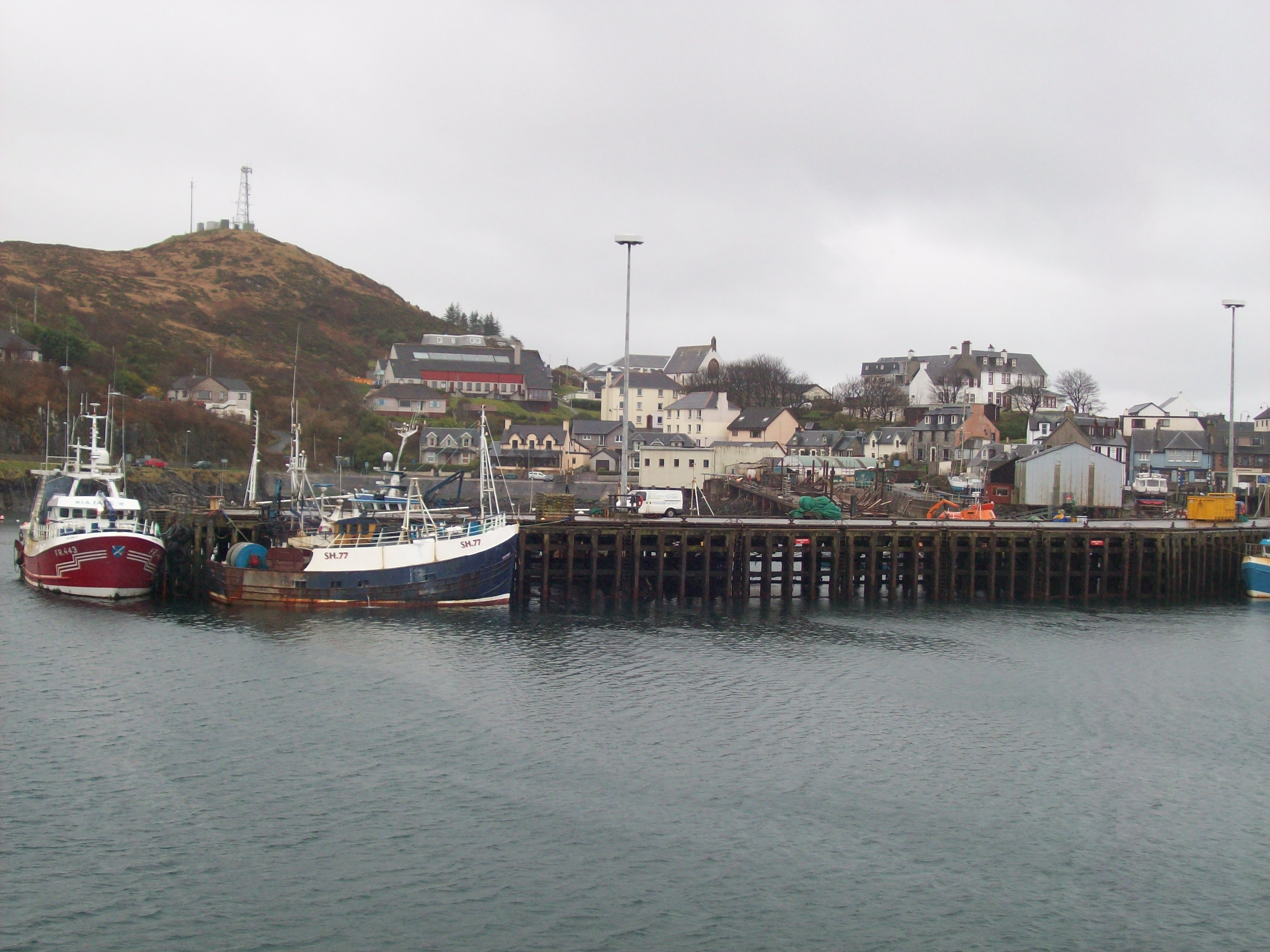
Гавань Мэллиг
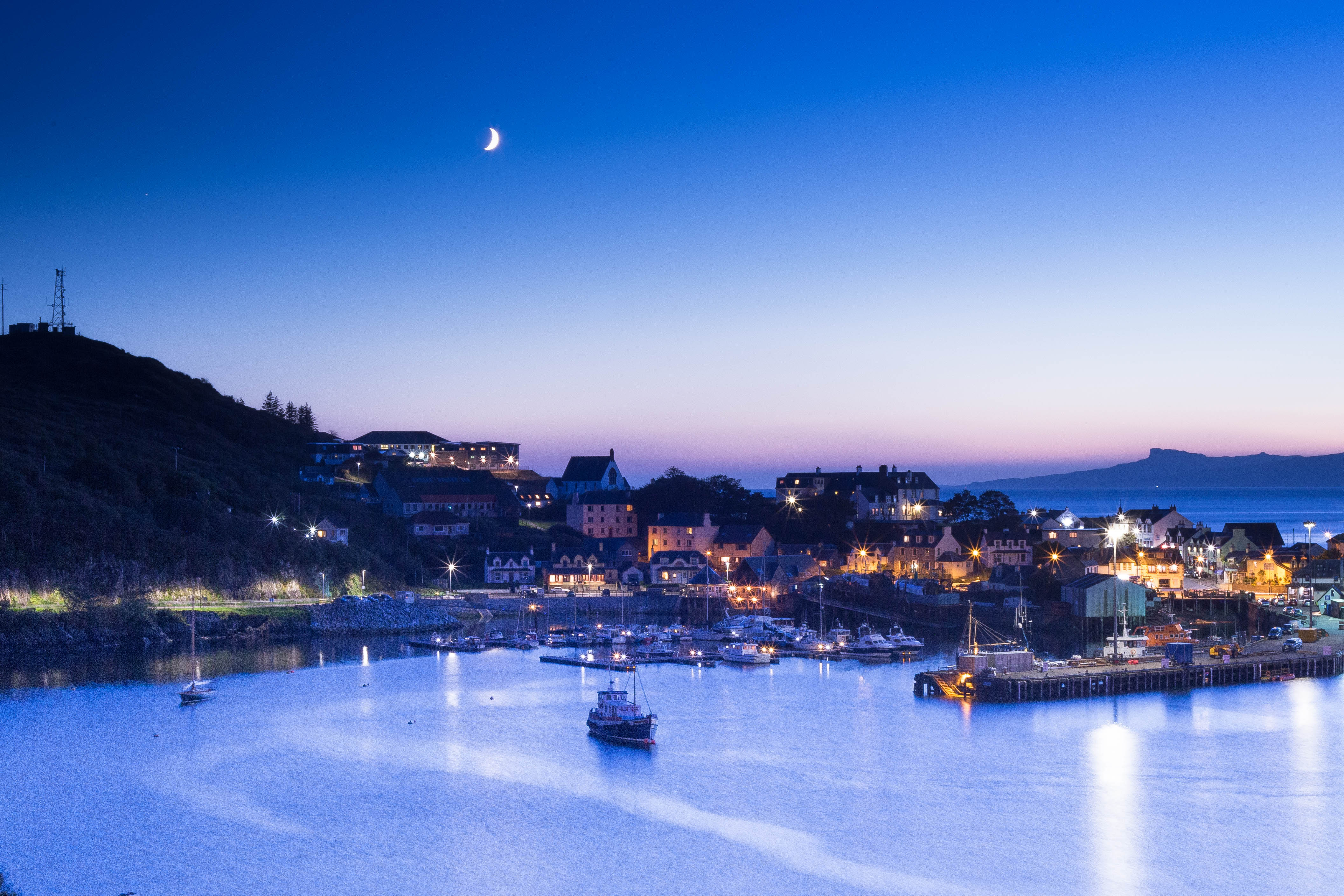
Вид на гавань и населённый пункт с холма